# Santuario de Torrecitas
Santuario de Nuestra Señora de Torrecitas se encuentra al suroeste de la ciudad de San Luis
Potosí, (Lat: 21º51’02’’N, Log: 100º35’30’’O; Alt. 2425 m s. n. m.), en el corazón de la sierra de Santa María del Río, muy cerca de San José Alburquerque y de la exhacienda de Badillo, entre escarpadas y áridas sierras.

## Virgen de las Torrecitas

### Antecedentes
La Virgen de las Torrecitas es una aparición de la Virgen de Guadalupe. Según la tradición se apareció en 1771 en una peña. En unas versiones se dice que a una persona
llamada Silvestre, caporal de la hacienda de Badillo, se le perdió una vaca y para divisarla se subió a la Media Naranja pero allá arriba se quedó dormido, entonces se despertó tres veces escuchando su nombre y (en algunas versiones, por medio de un rayo) se dio cuenta de que la Virgen se plasmó en la peña.

### Imagen

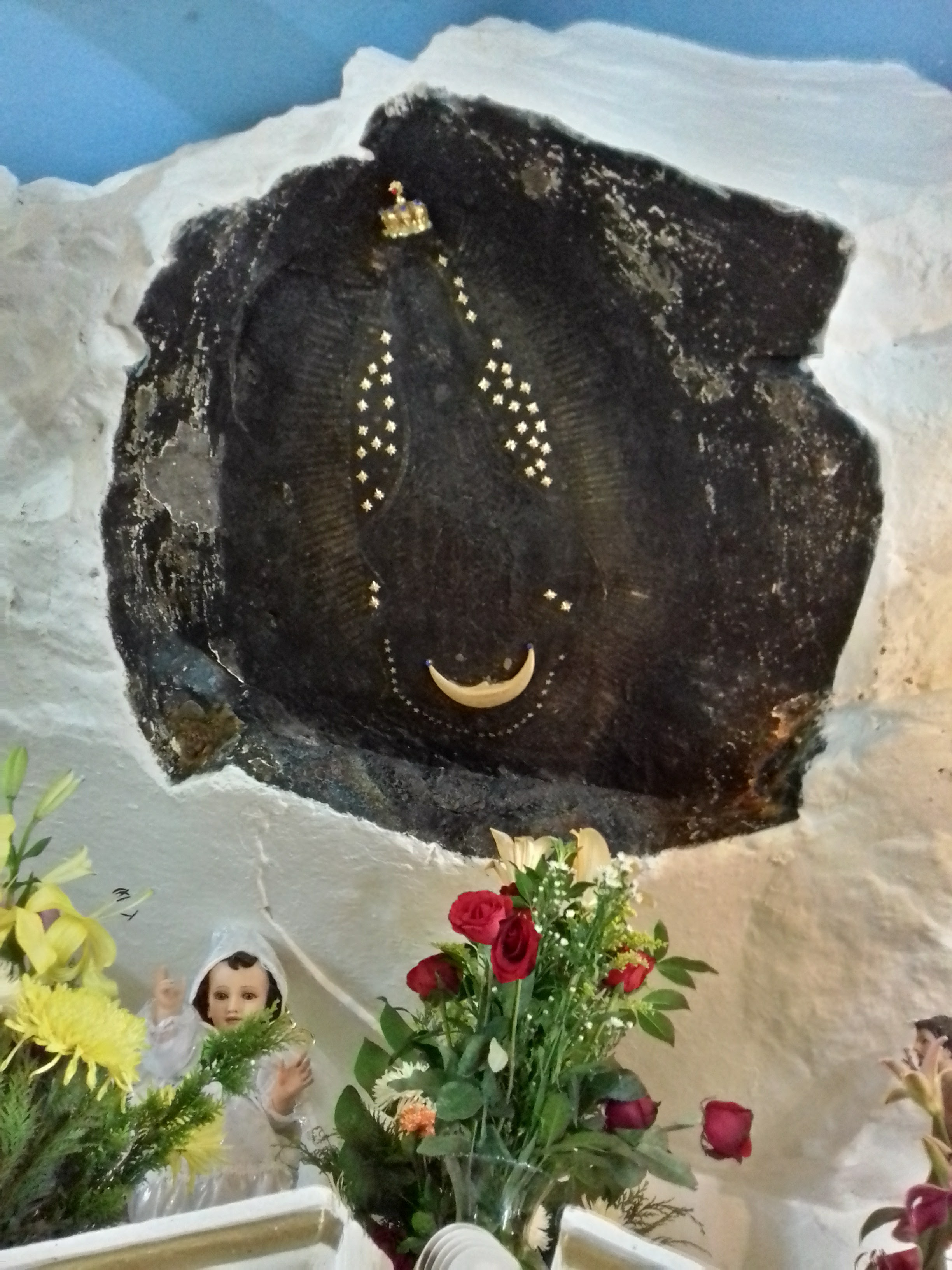
Nuestra Señora de Torrecitas

La Virgen de las Torrecitas, no es una imagen "de bulto", sino la impresión de la guadalupana sobre una peña. Los trazos de la imagen no son toscos, ni burdos; al contrario, la mímesis lograda en ciertos detalles puede ser sorprendente: los vegetales del vestido, las estrellas de manto y el gesto facial están muy bien logrados. Las irregularidades de la roca ayudan a constituir, como todo petroglifo, ciertos atributos de la imagen: volumen, textura, perspectiva. El fondo de la imagen está compuesto por una película de pintura negra.
El fondo de la imagen está compuesto por una película de pintura negra. Muchos devotos dicen que “la Virgen es negrita” debido a que unsoldado intentó volar la peña con dinamita. Otros lo atribuyen a un sacerdote que intentó cortar la peña con unos barrenos; algunos cuentan que lo logró, pero que el pedazo de roca separado no contenía la imagen, sino que ésta se mantuvo en la peña, tal y como está ahora. Esta imagen es la misma que actualmente se venera en el Santuario de las Torrecitas. Pronto corrió la voz del prodigio y la gente sencilla comenzó a venerar devotamente aquella imagen.